# Setna
Setna – część wsi wieś Szówsko w Polsce, położona na pograniczu Doliny Dolnego Sanu i Płaskowyżu Tarnogrodzkiego, w województwie podkarpackim, w powiecie jarosławskim, w gminie Wiązownica.
Leży w południowej części Szówska, wzdłuż ulicy Setna.

## Historia
Dawniej samodzielna wieś i gmina jednostkowa w powiecie sieniawskim Królestwa Galicji i Lodomerii. W II RP już nie figuruje jako samodzielna gmina, lecz jako część gminy Szówsko. Od 1934 w zbiorowej gminie Wiązownica.